# Paparazzi

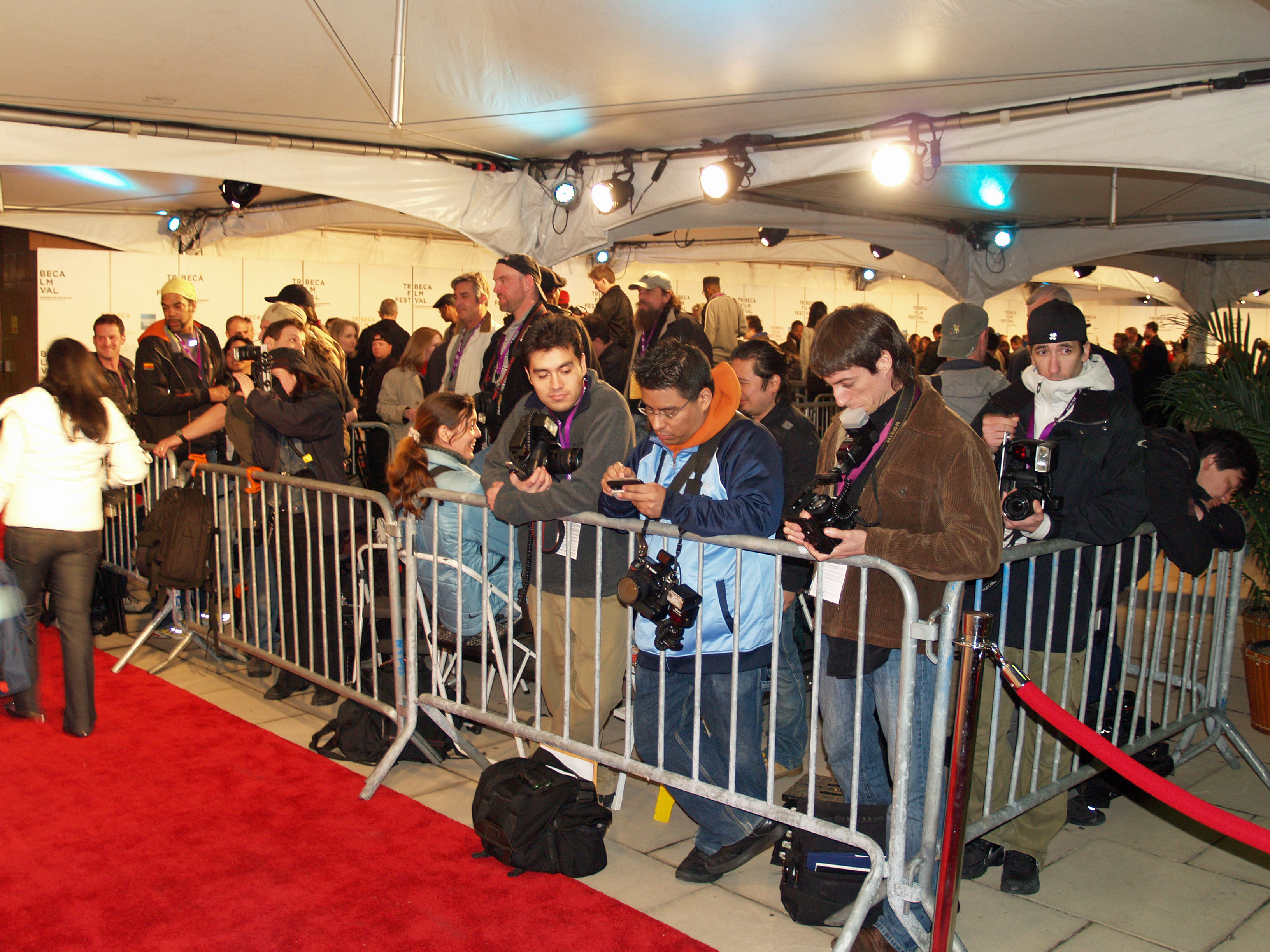
Fotografové snímají celebrity na filmovém festivalu Tribeca

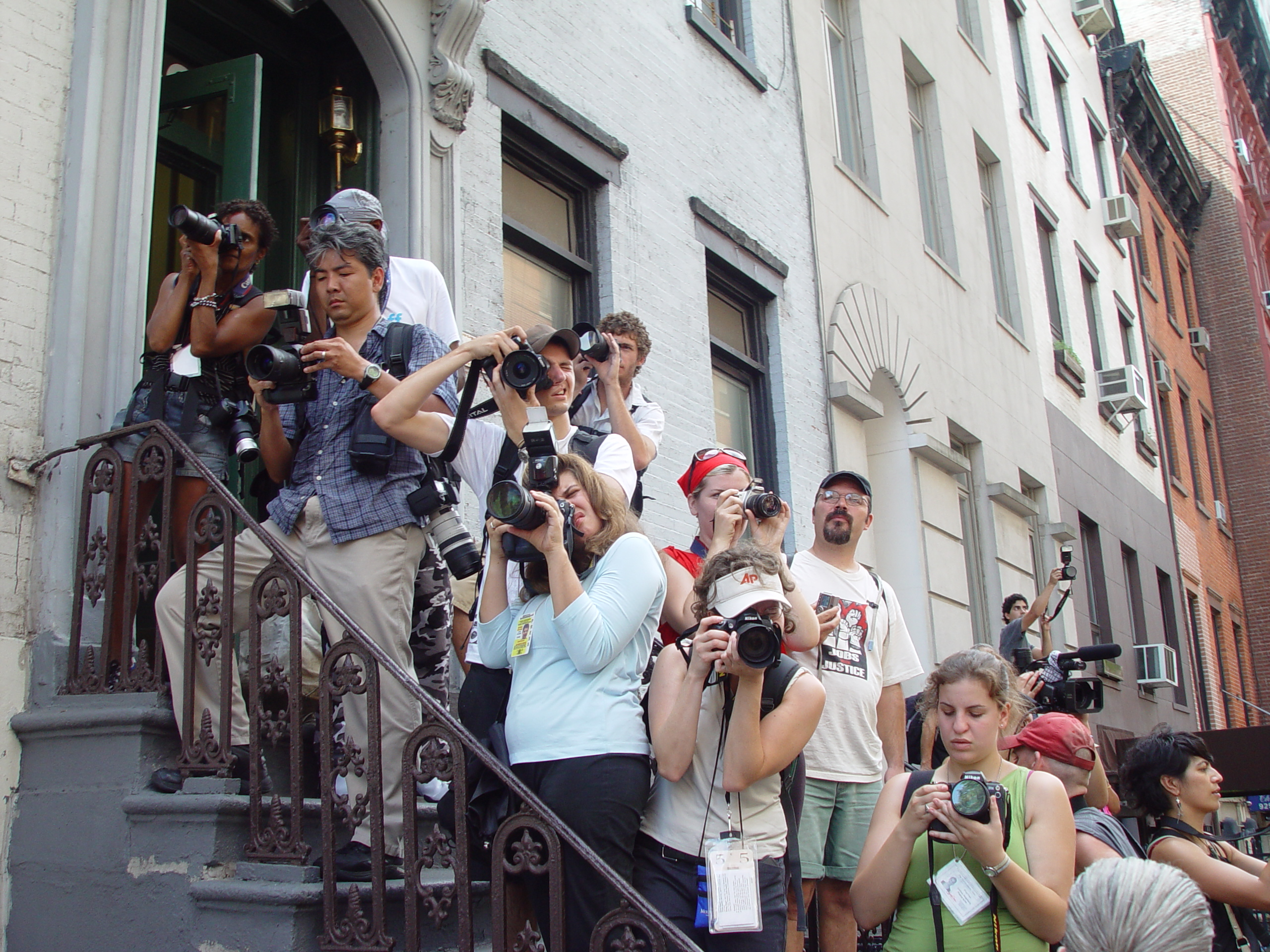
Fotografové na protestu

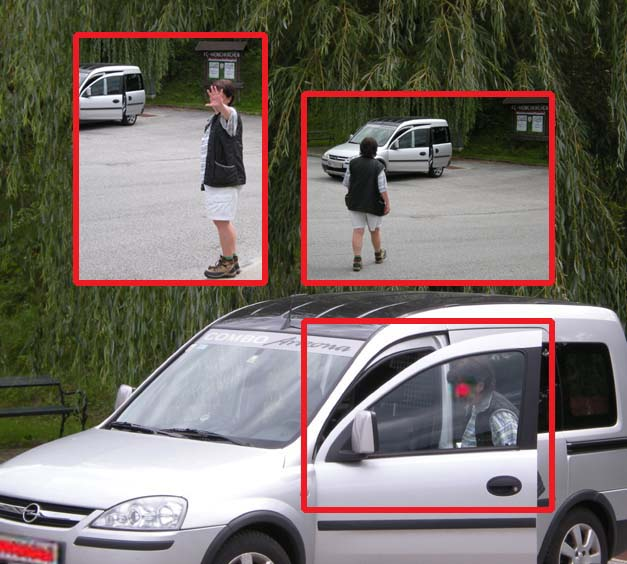
Styl fotografování paparazzi

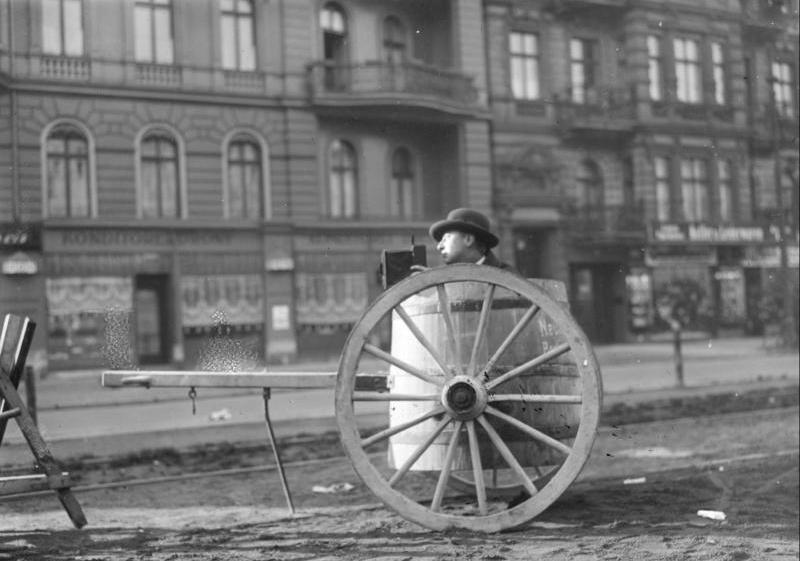
Fotograf v sudu na vodu, Německo, asi 1930

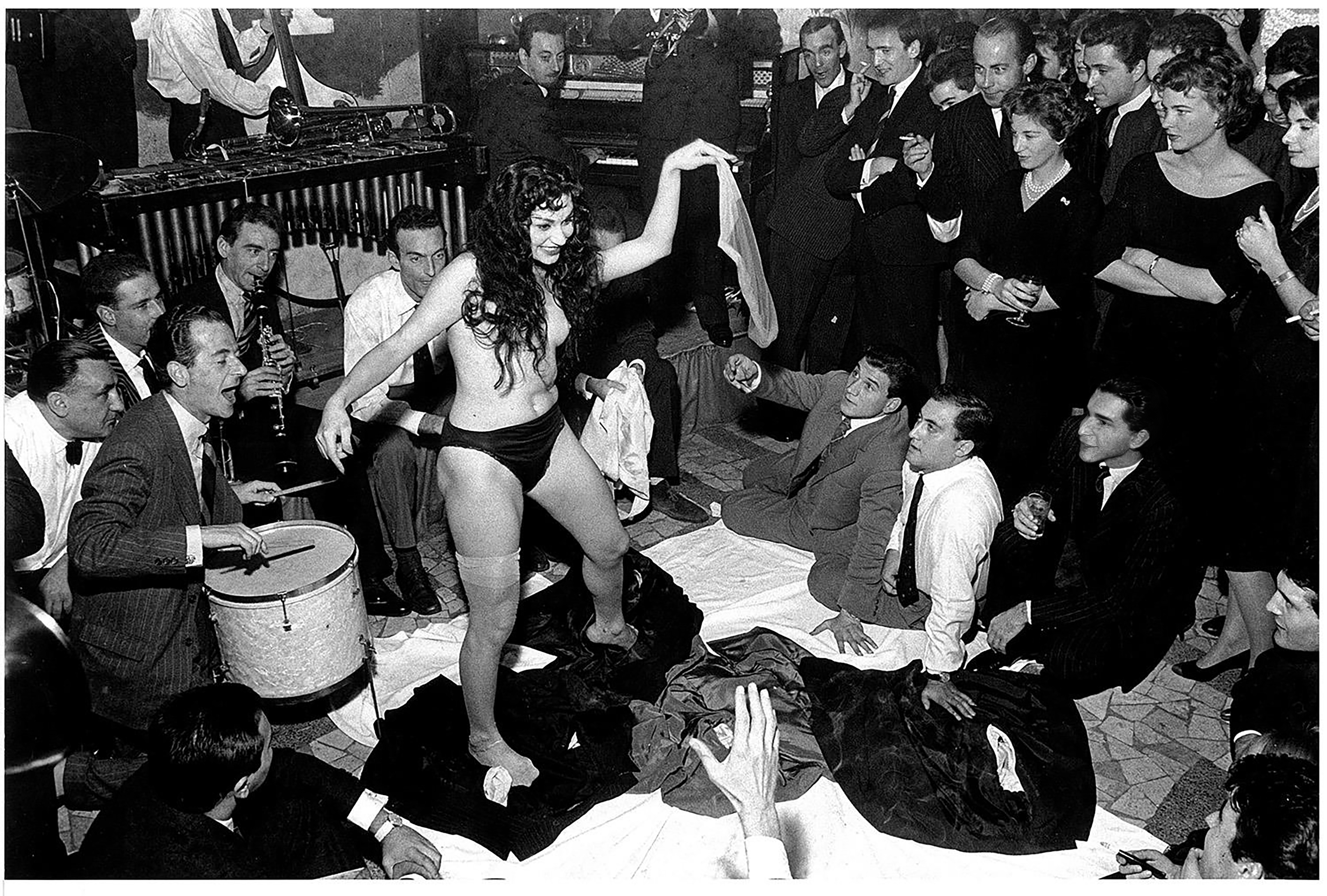
Tazio Secchiaroli: Jedna ze slavných fotografií striptýzu Aïché Nana v Rugantino v roce 1958, která inspirovala Federica Felliniho slavnou a kontroverzní scénou z filmu La Dolce Vita

Paparazzi (množné číslo; jednotné číslo mužského rodu je paparazzo) jsou bulvární fotografové, kteří se většinou zabývají fotografováním privátních situací známých osobností, herců, politiků apod.

## Původ označení
Výraz paparazzi je novotvar použitý ve filmu Federica Felliniho La dolce vita (Sladký život) z roku 1960, v němž bulvární novinář příjmením Paparazzo (ztělesněný Walterem Santessem) přijde několikrát za protagonistou filmu (Marcello Mastroianni). Fellini postavu vytvořil podle Tazia Secchiaroliho, slavného fotografa celebrit v Římě šedesátých let. Při výběru jména se režisér inspiroval postavou z románu George Gissing: Coriolano Paparazzo bylo jméno majitele ubytovny, který poskytl přístřeší anglickému spisovateli během jeho cesty po Itálii.

## Historie
Za první fotografii tohoto typu je považován snímek mrtvého vévody a bývalého kancléře Otto von Bismarcka na smrtelné posteli z roku 1898 od Wilhelma Wilckeho a Maxe Christiana Priestera.

## Etika a právo
Vzhledem k obtěžování paparazzi je v některých (zejména evropských) zemích jejich činnost omezena právními předpisy a stanovením míst, kde mohou fotografovat. V České republice, Německu a Francii potřebují fotografové od portrétovaného povolení se zveřejněním jeho portrétu (viz model release). Výjimkou, pro kterou svolení není třeba, mohou být jednak úřední jednání na základě zákona, jednak přiměřené užití pro vědecké či umělecké účely a zpravodajství, pokud však toto užití není v rozporu s oprávněnými zájmy této osoby.
Známý je příklad smrti princezny Diany, která se snažila ujet v automobilu před pronásledováním fotografů – paparazziů. Paparazzi byli soudem označeni za spoluviníky na smrti princezny Diany, přestože však jich několik bylo vzato do vazby, žádný z nich nebyl odsouzen.

## Známí paparazzi
- Ron Galella (1931–2022), americký fotograf, známý jako průkopnický paparazzi. Časopis Time a Vanity Fair Ronalda přezdívali „Paparazzo Extraordinaire “ a „Kmotr americké paparazzi kultury“ podle časopisu Harper's Bazaar byl „pravděpodobně nejkontroverznější paparazzi všech dob“.[6] Fotografoval mnoho celebrit mimo veřejnost a získal pozornost pro své spory s některými z nich, včetně Jacqueliny Onassisové a Marlona Branda.[7] Navzdory četným kontroverzím a tvrzením o pronásledování byla Galellova práce chválena a vystavována v uměleckých galeriích po celém světě.[8]
- Daniel Angeli – francouzský novinářský fotograf. Někdy se mu přezdívalo "král paparazziů", v roce 1968 založil tiskovou agenturu Angeli. V létě 1977 vyfotografoval šéfa italské automobilky Fiat Gianniho Agnelliho, jak nahý skáče ze své lodi.[9] Tato fotografie tehdy způsobila skandál, protože generální ředitel Fiatu byl právě unesen. Tato fotografie Agnelliho je dnes jednou z nejznámějších Daniela Angeliho a zůstává symbolem paparazzi fotografie.[10]
- Frank Griffin – šéf agentury "Bauer & Griffin" v Los Angeles
- Mel Bouzad – Angličan, který obdržel 120 000 USD za fotografie Jennifer Lopezové a Bena Afflecka.[11]
- Hans Paul
- Rino Barillari, italský fotograf označovaný jako „Král Paparazzi“

## Čeští paparazzi
Mezi nejznámější české "paparazzi" fotografy se řadí Martin Hykl a David Kundrát z deníku Blesk či Vadim Kramer a Pavel Dvořák, dříve z týdeníku Spy, dnes již zaniklého.

## Odraz v kultuře
Výraz „paparazzi“ se objevuje v písni Beatles Sun King z alba Abbey Road 1969 a píseň s názvem Paparazzi zpívá zpěvačka Lady GaGa.